# Силезские хорваты

Границы исторического региона Силезия:
— Австрийская Силезия до 1740 года
— Прусская Силезия, 1871
река Одер

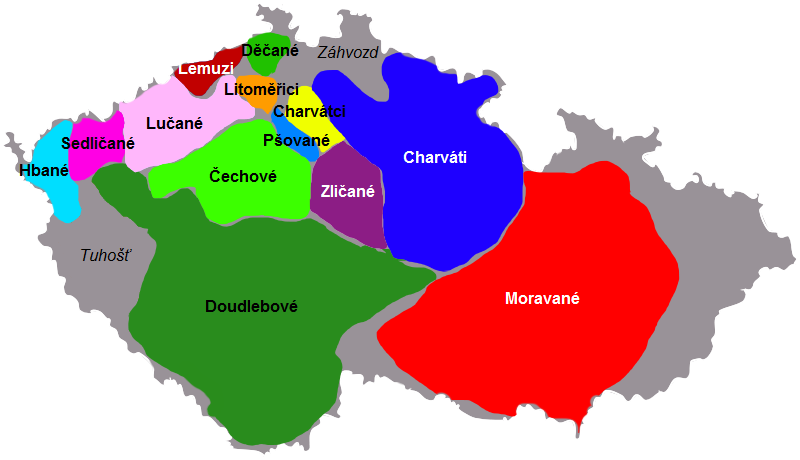
Хорваты (синие) и хорватцы (желтые) среди других чешских племен (по В. В. Седову)

Силезские хорваты (лат. Crouati, altera Chrouati) — одна из предложенных локализаций западнославянских хорватов, упомянутых в грамоте 1086 года, включенной в «Чешскую хронику» Козьмы Пражского. Считается, что в данном документе указаны границы Пражской епархии в 973 году. В числе племен, проживающих на границе епархии, перечисляются: Пшоване, Хорваты и другие Хорваты, Зласане… (лат. Psouane, Crouati et altera Chrouati, Zlasane…). Выделение в тексте документа «других хорватов» привело к гипотезе, что эти племена  были пространственно разделены — рекой или горной цепью. Например, выдающийся историк начала XX века Любор Нидерле полагал, что они обитали по разные стороны Орлицких гор, однако считал, что и те и другие хорваты являются чешскими племенами (в отличие от перечисленных далее племён, живущих «в Силезии и по соседству с сербскими мильчанами»). В комментариях к изданию «Чешской хроники» 1962 года упомянутые «хорваты» локализуются «в долине реки Изер и на юг от гор Крконош», а «другие хорваты» восточнее, предположительно в районе города Клодзко. Академик В. В. Седов помещает оба племени (хорватов и «хорватцев») в пределах Чешской котловины,  причем на соответствующей карте меньшее племя (хорватцы) расположено западнее. Напротив,  исследователь хорватского этногенеза Д. Е. Алимов в работе 2016 года считает оба племени небольшими общностями, обитавшими в горных котловинах Судет и предпочитает называть их «силезскими хорватами».
Кроме того, ряд авторов локализуют «белых хорватов» из  сочинения Константина Багрянородного именно в Силезии. А. В. Майоров локализует белых хорватов «в бассейне верхнего течения Эльбы, Вислы, Одры, возможно, и Моравы», то есть частично на территории Силезии (которая, как известно, расположена в верховьях реки Одер). Однако сам он не выделяет хорватов Силезии в отдельную от чешских хорватов общность, употребляя при необходимости оборот «так называемые силезские хорваты».